# جمعية الأصالة الإسلامية
جمعية الأصالة الإسلامية الذراع السياسية لجمعية التربية الإسلامية التي تمثل التيار السلفي في البحرين.
شاركت في انتخابات عام 2002 لمملكة البحرين، وتمكنت من الفوز بستة مقاعد في مجلس النواب. وشاركت في انتخابات 2006 ضمن تحالف مع المنبر الوطني الإسلامي (إخوان مسلمون).

## التأسيس
جمعية الأصالة الإسلامية جمعية سياسية تأسست بمملكة البحرين في 06/05/2002 . ثم وفقت أوضاعها بموجب قانون رقم (26) بشأن الجمعيات السياسية في عام 2005م. تعمل من أجل تحقيق هذا الهدف فضلاً عن النهوض بالمواطنين على كافة المستويات وتحسين وضعهم المعيشي. وتقوم الأصالة بإيصال آراء ورغبات المواطنين لصنّاع القرار. وتعمل على المساهمة في اتخاذ القرار السياسي والاقتصادي والاجتماعي على مستوى المملكة من أجل تحقيق مصلحة المواطنين. وتنتخب الجمعية العمومية (المؤتمر العام) مجلس الإدارة كل سنتين. ويترأس مجلس الإدارة الحالي (2007-2009) غانم البوعينين. وينوب عنه إبراهيم بوصندل. 
وشاركت الأصالة بالانتخابات النيابية والبلدية 2002، 2006 . ويمثلها في الفصل التشريعي الحالي (الثاني) 8 أعضاء في مجلس النواب (40 عضو)، و9 أعضاء في المجلس البلدية يتوزعون على مجالس المحرق، الشمالية، الوسطى والجنوبية.

## الأهداف
تمثل أهم أهداف جمعية الأصالة الإسلامية فيما يلي: 
1. تحسين مستوى معيشة المواطنين المنضوين تحت إدارة جمعية التربية الإسلامية والاصالة، رفع مستوى دخلهم وايجاد مساكن لائقة لهم وحفظ كرامتهم.
2. الرقابة على إدارة الحكومة للثروة والمال العام ومحاربة الفساد المالي والإداري والأخلاقي.
3. التشدد على حريات الأفراد وحصرها تحت إطار الشريعة الإسلامية.
4. جعل مرجعية الدولة خاضعة للتيار السلفي وخاصة الدوائر الحكومية.
5. نشر الثقافة السلفية المتشددة وعم التهاون بها في مملكة البحرين.
6. رفض حرية المرأة مطلقا وتمكينها من حقوقها بحسب اتفاقية السيداو.
7. صد الغزو العقدي والفكري والثقافي من حفلات ومراكز إبداعية دخيلة على المجتمع الإسلامي.
8. المشاركة الفعالة في دعم الإصلاحات السياسية بالبحرين لما فيه خير وصلاح يخدم التوجه السلفي.
9. دعم الاتجاهات السلفية ودعمها بالمال والسلاح عن طريق حملة الجسد الواحد.

## وصلات خارجية
- موقع الجمعية